# Belgia na Zimowych Igrzyskach Olimpijskich 1984
Belgię na Zimowych Igrzyskach Olimpijskich 1984 reprezentowało 4 zawodników.

## Skład kadry

### Łyżwiarstwo figurowe
Kobiety
- Katrien Pauwels
  - Singiel - 16. miejsce

### Narciarstwo alpejskie
Mężczyźni
- Pierre Couquelet
  - Zjazd - 40. miejsce
  - Gigant slalom - 35. miejsce
  - Slalom - nie ukończył

- Henri Mollin
  - Zjazd - 46. miejsce
  - Gigant slalom - nie ukończył
  - Slalom - nie ukończył

Kobiety
- Michèle Brigitte Dombard
  - Zjazd - 37. miejsce
  - Gigant slalom - 27. miejsce